# Homenaje a Fito Páez
Homenaje a Fito Páez es un álbum de rock y pop de 2006. Fue grabado por varios artistas entre noviembre de 2005 y septiembre de 2006. En el mismo participan bandas del under de toda Latinoamérica, las cuales realizan nuevas versiones de canciones clásicas del cantautor argentino de rock nacional Fito Páez. El lanzamiento oficial de este material es conformado por un disco doble,producido por el ganador del Grammy y del Latin Grammy Vladimir Suárez Arredondo y fue realizado en México, donde el material fue estrenado oficialmente.

## Lista de canciones CD I
1. - A rodar mi vida - Reyli
2. - 11 y 6 - Sophia
3. - Tus regalos deberían de llegar - Lena
4. - Dejarlas partir - Semilla
5. - Un vestido y un amor - Edgar Oceransky
6. - Creo - Jannette Chao
7. - Tercer Mundo - Santos diablitos y Wapan
8. - Un loco en la calesita - Miguel Inzunza
9. - Yo vengo a ofrecer mi corazón - Rodrigo Rojas
10. - Alguna vez voy a ser libre - Planeta Chile
11. - Mariposa tecknicolor - 3 de Copas
12. - Ciudad de pobres corazones - Track-Bolivia

## Lista de canciones CD II
1. - El amor después del amor - Noel Schajris
2. - Parte del aire - Estrella
3. - Cable a tierra - Gustavo Lastra
4. - Cadáver exquisito - Piloto
5. - D.L.G. - Ferra
6. - Dar es dar - Penny
7. - Tumbas de la Gloria - Aníbal Murat
8. - Y dale alegría a mi corazón - Rosalía y Freddy
9. - Detrás del muro de los lamentos - Fernando Paredes
10. - Giros - Iraida Noriega
11. - Brillante sobre el Mic - Javier Lara
12. - La rueda mágica - Todos con Fito

- Datos: Q10297988